# Ministero della sicurezza nazionale (Argentina)
Il Ministero della sicurezza nazionale (in spagnolo Ministerio de Seguridad Nacional) è un dicastero del governo argentino responsabile della sicurezza pubblica. Coordina la politica di sicurezza nazionale del Paese e sovrintende alla Polícia Federal Argentina, alla Policía de Seguridad Aeroportuaria, alla Prefectura Naval Argentina e alla Gendarmería Nacional Argentina, al SINAGIR e alla Protezione civile nazionale, nonché al neo-costituito Consiglio federale della sicurezza interna.
Il Ministero è stato creato nel 2010 con decreto dell'allora Presidente Cristina Fernández de Kirchner; la responsabilità sulle questioni di sicurezza nazionale spettava precedentemente al Ministero della giustizia. L'attuale ministro della sicurezza nazionale è Patricia Bullrich, che ha assunto l'incarico nel 2023 sotto la presidenza di Javier Milei.

## Responsabilità
Le responsabilità e le attribuzioni del Ministero della sicurezza nazionale sono delineate nell'articolo 22 bis della Ley de Ministerios, che stabilisce che è compito del Ministero assistere il Presidente della Nazione e il Capo del Gabinetto dei ministri in tutte le questioni relative alla sicurezza nazionale, alla preservazione delle libertà, della vita e del patrimonio degli abitanti argentini, nonché dei loro diritti, nel quadro democratico della Repubblica Argentina.

## Elenco dei ministri
| N° | Ministro                | Partito | Partito                | Mandato                              | Presidente | Presidente                     |
| -- | ----------------------- | ------- | ---------------------- | ------------------------------------ | ---------- | ------------------------------ |
| 1  | Nilda Garré             |         | Fronte Ampio           | 15 dicembre 2010 – 3 giugno 2013     |            | Cristina Fernández de Kirchner |
| 2  | Arturo Puricelli        |         | Partito Giustizialista | 3 giugno 2013 – 2 dicembre 2013      |            | Cristina Fernández de Kirchner |
| 3  | María Cecilia Rodríguez |         | Nuovo Incontro         | 2 dicembre 2013 – 10 dicembre 2015   |            | Cristina Fernández de Kirchner |
| 4  | Patricia Bullrich       |         | Proposta Repubblicana  | 10 dicembre 2015 – 10 dicembre 2019  |            | Mauricio Macri                 |
| 5  | Sabina Frederic         |         | Indipendente           | 10 dicembre 2019 – 20 settembre 2021 |            | Alberto Fernández              |
| 6  | Aníbal Fernández        |         | Partito Giustizialista | 20 settembre 2021 – 10 dicembre 2023 |            | Alberto Fernández              |
| 7  | Patricia Bullrich       |         | Proposta Repubblicana  | 10 dicembre 2023 – in carica         |            | Javier Milei                   |